# Con đường tơ lụa (trò chơi trực tuyến)
Con Đường Tơ Lụa (tiếng Anh: Silkroad Online) là trò chơi trực tuyến nhiều người chơi do Joymax (Hàn Quốc) phát triển và phát hành lần đầu vào năm 2004 (thường được viết tắt là SRO). Sau đó trò chơi đã nhanh chóng nổi tiếng và được yêu thích trên toàn thế giới.
Trò chơi lấy bối cảnh là con đường tơ lụa trong lịch sử vào khoảng thế kỷ thứ 7 sau Công nguyên, đây là tuyến giao thông thương mại lớn nhất thời trung cổ giữa châu Á và châu Âu trên đất liền. Người chơi cũng phải chọn 1 trong 3 nghề chính là Thương nhân (Merchant), Bảo tiêu (Hunter) hoặc Đạo tặc (Thief) và mở các hành trình đi qua 2 châu lục.
Tại Hàn Quốc, Việt Nam và một số nước khác, trò chơi được phát hành theo hình thức F2P (Free to Play - chơi miễn phí) nhưng có bán các vật phẩm hỗ trợ trong game (Item Mall) bằng tiền thật. Người chơi có thể mua và nạp thẻ hoặc nạp tiền bằng tin nhắn SMS để mua silk.
Tại Việt Nam, Silkroad Online có tên là Silkroad Origin VTC, hiện tại do VTC Game phát hành.

## Đón nhận
Tại Việt Nam, game này đã nổi tiếng trở lại sau khi Triệu Quân Sự bị bắt.